# Der Mörder
Der Mörder (en alemany L'assassí) és una pel·lícula alemanya del 1979 dirigit per Ottokar Runze. Gerhard Olschewski interpreta el paper principal, acompanyat per Marius Müller-Westernhagen i Johanna Liebeneiner. El guió està basat en la novel·la policial L'assassin de Georges Simenon.
Va participar com a part de la selecció oficial del XII Festival Internacional de Cinema Fantàstic i de Terror, on va guanyar el Premi al millor actor (Gerhard Olschewski)

## Trama
Dr Hans Kuperus treballa com a metge resident als Països Baixos. És un ciutadà molt respectat de la ciutat i, tanmateix, pateix un problema privat: la seva dona l'està enganyant. Durant molt de temps va observar les seves activitats, durant molt de temps ha tolerat que un conegut amant li posés banyes. Un dia decideix que ja n'hi ha prou: espera als dos al seu niu d'amor i dispara a la dona infidel i al seu amant. Tot i que va planificar el crim perfectament, el Dr. Kuperus espera ser detingut. Però, sorprenentment, això no passa. Tot i que els veïns sospiten que només ell podria haver disparat a la seva dona i a la seva amant, ell es manté tranquil. Kuperus havia llençat els cadàvers al canal ara congelat, i cap dels seus conciutadans en vol saber més. Aviat una nova dona entra a la vida del metge. Aquesta és la nova criada Neel. Però ella té un secret: un home anomenat Karl Vorberg, viu amb ella des de fa més d'un any i es considera el seu amic i amant.
El temps passa i aviat l'assassinat sembla oblidat. Kuperus creu que pot tornar a la seva antiga vida. A mesura que la claveguera es descongela, els cossos s'alliberen i, tanmateix, no hi ha cap conseqüència per a l'assassí. Ningú de la ciutat el culpa, als ulls del públic en general silenciós és el marit traït que necessita comprensió, potser fins i tot simpatia. Kuperus ara se sent massa segur: es planteja convertir-se en polític. Davant la gravetat de la seva culpa, el seu comportament ofensiu, que ha oblidat tota modèstia, comença a trobar-se amb incomprensió i rebuig per part dels seus conciutadans. Del silenci neix un desviament i un aïllament social gradual. Fins i tot la Neel no és acceptada per la hipòcrita burgesia. Els amics deixen clar a Kuperus que el millor seria que abandonés temporalment la ciutat. Tanmateix, Kuperus creu que és prou fort per resistir-se a aquest consell, sobretot perquè no hi ha proves de la seva culpabilitat. Però la gent l'esquiva i els pacients es mantenen allunyats. En la seva solitud, Hans Kuperus es converteix gradualment en un bevedor. Un dia rep una citació del forense, un vell amic de l'escola. Quan es nega a donar-li la mà com a salutació, el Dr. Kuperus que el temps de la seva protecció ha acabat.

## Repartiment
- Gerhard Olschewski: Dr. Hans Kuperus
- Marius Müller-Westernhagen: Karl Vorberg
- Johanna Liebeneiner: Neel
- Ernst Jacobi: Frans
- Uta Hallant: Jane van Maleren
- Wolfgang Wahl: Forense
- Kerstin de Ahna
- Elert Bode
- Richard Beek
- Pim de la Parra

## Producció
Der Mörder, una producció per cinema i televisió, es va rodar durant 29 dies entre el 4 de desembre de 1978 i el 18 de gener de 1979 i es va presentar per primera vegada el 23 de setembre de 1979 en el marc del Festival de Cinema d'Hamburg. La pel·lícula es va rodar a Apeldoorn, Edam i Amsterdam (tots als Països Baixos).
Olschewski i Müller-Westernhagen havien estat parella en una altra pel·lícula de Runze: Verlorenes Leben.

## Crítiques
| «                                                 | No és fàcil filmar l'aïllament d'algú. Ottokar Runze ho aconsegueix. deixant que el seu actor principal Gerhard Olschewski actuï com sota una cúpula de vidre. Es centra menys en els habitants de la petita ciutat que cada cop s'allunyen més de l'"assassí", congelant-lo, que en la reacció d'aquest home davant el seu comportament. El resultat ha estat una obra de cambra de pantalla, encara que de vegades una mica fràgil, sobretot a causa del joc intensiu de Gerhard Olschewski i Johanna Liebeneiner. | » |
| — Hamburger Abendblatt, 11 de gener de 1981, S. 9 | |   |

| «                                   | Una història detectivesca psicològica d'una serietat moral i una cura formal inusuals, que impressiona sobretot per l'actuació destacada de l'actor principal. | » |
| — Lexikon des Internationalen Films | |   |

| «                                                                                  | Les produccions següents van variar l'interès de Runze pels temes de la justícia, el crim i les persones implicades. El seu motiu recurrent era l'enfrontament amb la culpa i l'expiació, amb l'enredament culpable de l'individu en el context del seu entorn, la societat. Runze va intentar descobrir antecedents socials que proporcionaven informació sobre els patrons de comportament dels seus protagonistes. Una vegada i una altra, el focus de l'interès de Runze era la psicologització dels personatges principals enredats de manera culpable; així és com el director, les produccions en profunditat del qual es van allunyar cada cop més dels patrons d'entreteniment simples i entretinguts al llarg dels anys 70 i gradualment es va convertir en l'André Cayatte alemany. Els seus dos actors principals Gerhard Olschewski i Marius Müller-Westernhagen (protagonistes de 'Verlorenes Leben' i 'Der Mörder') van fer agradable l'actuació. | » |
| — Kay Weniger: Das große Personenlexikon des Films, Band 6, Berlin 2001, S. 679 f. | |   |